# Selke
Selke je pravostranný přítok řeky Bode ve spolkové zemi Sasko-Anhaltsko v Německu. Délka toku činí 64,4 km. Plocha povodí měří 486 km².

## Průběh toku
Řeka pramení ve východní části Harzu v nadmořské výšce okolo 500 m. Na horním toku nejprve směřuje na východ až jihovýchod. Východně od Straßbergu se postupně obrací na severovýchod a protéká hlubokým zalesněným údolím k Meisdorfu. Zde opouští lesnaté území Harzu a vtéká do zemědělsky využívané oblasti v okolí Ermslebenu, kterým protéká. Východně odtud se obrací na sever k Reinstedtu, kde se stáčí na severozápad. Tímto směrem dále pokračuje až ke svému ústí. Do řeky Bode se vlévá jihovýchodně od Rodersdorfu, který se nachází zhruba 12 km východně od Halberstadtu.

### Větší přítoky
- levé – Steinfurtbach, Uhlenbach, Friedenstalbach, Krebsbach, Sauerbach, Getel
- pravé – Katzsohlbach, Westerbach, Rödelbach, Teufelsgrundbach, Schiebecksbach, Hauptseegraben

## Vodní režim
Průměrný průtok Selke na dolním toku u Hausneindorfu činí 1,73 m³/s.
Hlásné profily:
| místo a období měření    | říční km | plocha povodí | průměrný průtok (Qa) | maximální průtok |
| ------------------------ | -------- | ------------- | -------------------- | ---------------- |
| Silberhütte (1949–2015)  | 50,7     | 105,0 km²     | 1,09 m³/s            | 74,0 m³/s        |
| Meisdorf (1921–2015)     | 29,4     | 184,0 km²     | 1,52 m³/s            | 85,7 m³/s        |
| Hausneindorf (1981–2014) | 5,5      | 456,0 km²     | 1,73 m³/s            | 60,3 m³/s        |